# Дань (альбом)
Дань — сборник каверов, исполненных группой «Аквариум», выпущенный в 2021 году. Сборник доступен для скачивания только на сайте фонда «МойМио», помогающего детям с миодистрофией Дюшенна, таким образом, средства от продажи альбома поступают напрямую в упомянутый фонд.

## Создание
БГ об альбоме:
«Я целиком и полностью доверяю людям, которые организовали фонд „МойМио“ и занимаются такой сложной работой — помогают детям с тяжелой болезнью. Самое главное, что я уяснил — без денег с этой бедой вообще ничего не сделаешь. Здесь я могу пригодиться: играть концерты в пользу ребят и привлекать к этой теме людей, которые мне доверяют. Мы решили, что альбом „Дань“, который писался дольше всего в жизни группы, нужно отдать фонду „МойМио“, чтобы деньги, собранные от его продажи, пошли ни нам, ни авторам, а детям, которые в них нуждаются».

## Список композиций
Альбом состоит из 7 композиций, авторами которых являются другие советские и российские рок-музыканты — друзья и коллеги БГ времен Ленинградского рок-клуба. Записи были сделаны в разные годы (самая ранняя — «Я хочу быть с тобой» — в 1993 году).
1. Подмога (В. Капцов, И. Бажанов) — 1:57
2. Досуги Буги (П. Мамонов) — 4:02
3. Камчатка (В. Цой, Ю. Каспарян, А. Титов, Г. Гурьянов) — 4:05
4. Цветы на огороде (П. Мамонов) — 7:25
5. Растафара (М. Науменко) — 4:21
6. Генерал (В. Цой, Ю. Каспарян, А. Титов, Г. Гурьянов) — 4:29
7. Я хочу быть с тобой (В. Бутусов, А. Могилевский, И. Кормильцев) — 5:39